# Ischnopteris variegata
Ischnopteris variegata är en fjärilsart som beskrevs av William Schaus. Ischnopteris variegata ingår i släktet Ischnopteris och familjen mätare. Inga underarter finns listade i Catalogue of Life.